# Son Espanyol
Son Espanyol és una barriada situada a 6 km al nord de Palma i fa part de la perifèria rural del municipi.
Tradicionalment, era àrea de regadiu, que constituïa, amb el Secar de la Real, Son Sardina i la Indioteria, l'anomenada Horta d'Amunt.
Durant el decenni de 1840, s'establí la possessió de Son Magraner i començà, així, el procés urbanitzador. La Universitat de les Illes Balears adquirí uns terrenys a Son Espanyol, on ha bastit el campus universitari. No obstant aquest canvi tan substancial del paisatge urbà, el barri continua tenint una riquesa patrimonial significativa que fa referència al seu passat rural.